# Giuliano di Sant'Agostino
Giuliano di Sant'Agostino, al secolo Julián Martinet Gutiérrez (Medinaceli, 1550 circa – Alcalá de Henares, 8 aprile 1606), è stato un francescano spagnolo dei frati minori osservanti, proclamato beato da papa Leone XII nel 1825.

## Biografia

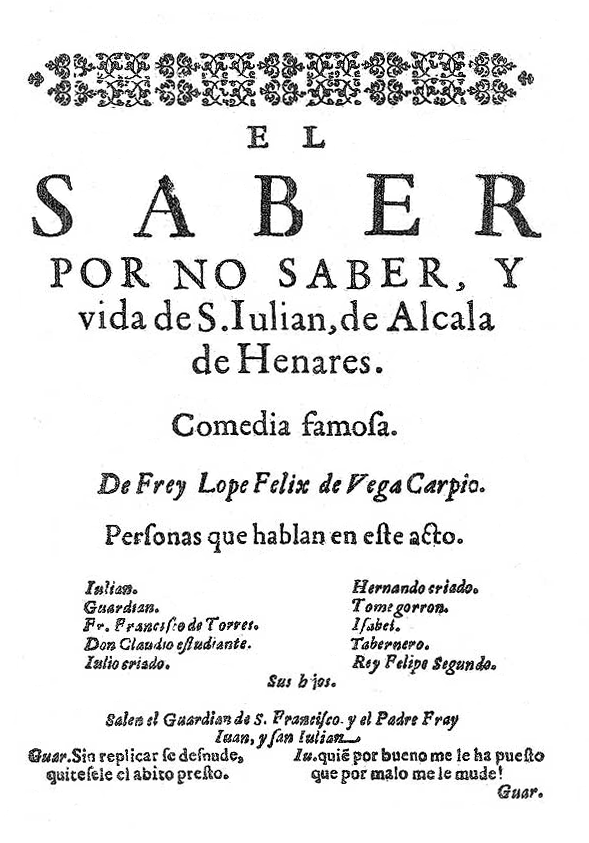
"El saber por no saber, y vida de S. Julián de Alcalá de Henares" (Lope de Vega, 1638).

Nato da una famiglia di nobili francesi decaduti, trasferitisi in Spagna al tempo delle guerre di religione, lavorò come sarto e in seguito si fece francescano.
L'estremo rigore della sua vita e le sue dure pratiche di penitenza fecero ritenere ai suoi superiori che fosse mentalmente instabile e non fosse adatto alla vita regolare e fu espulso dal convento.
Anche il suo secondo tentativo di entrare nell'ordine nel convento di Santorcaz fallì per le stesse ragioni. Visse come eremita guadagnandosi fama di santità, il che convinse i frati di Santorcaz ad ammetterlo in convento.
Fu coinvolto nella predicazione delle missioni popolari e fu invitato anche a predicare a corte.

## Culto
Fu beatificato da papa Leone XII il 23 maggio 1825.
Il suo elogio si legge nel Martirologio romano al 8 aprile: